# IOP Publishing
IOP Publishing (Nhà xuất bản Hội Vật lý Anh) là một công ty xuất bản chuyên về lĩnh vực khoa học thuộc sở hữu bởi Hội Vật lý Anh. Lĩnh vực hoạt động của IOP Publishing bao gồm xuất bản các tập san khoa học chuyên ngành, sách chuyên khảo và phổ biến khoa học, và tạp chí tin tức, phổ biến khoa học. IOP Publishing được thành lập năm 1874 và là một trong những doanh nghiệp hoạt động phi lợi nhuận của IOP.
IOP Publishing có trụ sở chính tại thành phố Bristol (Anh) và Philadelphia (Hoa Kỳ), bên cạnh văn phòng tại một số thành phố khác như Washington, D.C., Tokyo, Bắc Kinh, México, Sankt-Peterburg, Moskva, Sydney.. với hơn 300 nhân viên làm việc toàn thời gian. Các tạp chí khoa học của IOP Publishing được hoàn toàn xuất bản trực tuyến từ năm 1996.

## Tập san khoa học
Tính đến năm 2020, IOP Publishing xuất bản hơn 100 tập san khoa học (phản biện), với phần lớn các tập san thuộc lĩnh vực vật lý và kỹ thuật. Danh sách một số tập san khoa học của IOP:
- 2D Materials
- Advances in Natural Sciences: Nanoscience and Nanotechnology
- Applied Physics Express
- Biofabrication
- Bioinspiration & Biomimetics
- Biomedical Materials
- Biomedical Physics & Engineering Express
- Chinese Physics B
- Chinese Physics C
- Chinese Physics Letters
- Classical and Quantum Gravity
- Communications in Theoretical Physics
- Computational Science & Discovery
- Convergent Science Physical Oncology
- EPL
- Environmental Research Letters
- European Journal of Physics
- Flexible and Printed Electronics
- Fluid Dynamics Research
- Inverse Problems
- Izvestiya: Mathematics
- Japanese Journal of Applied Physics
- Journal of Breath Research
- Journal of Cosmology and Astroparticle Physics
- Journal of Geophysics and Engineering
- Journal of Instrumentation
- Journal of Micromechanics and Microengineering
- Journal of Neural Engineering
- Journal of Optics
- Journal of Physics A: Mathematical and Theoretical
- Journal of Physics B: Atomic, Molecular and Optical Physics
- Journal of Physics Communications
- Journal of Physics D: Applied Physics
- Journal of Physics G: Nuclear and Particle Physics
- Journal of Physics: Condensed Matter
- Journal of Radiological Protection
- Journal of Semiconductors
- Journal of Statistical Mechanics: Theory and Experiment
- Laser Physics
- Laser Physics Letters
- Materials Research Express
- Measurement Science and Technology
- Methods and Applications in Fluorescence
- Metrologia
- Modelling and Simulation in Materials Science and Engineering
- Nanotechnology
- New Journal of Physics
- Nonlinearity
- Nuclear Fusion
- Physica Scripta
- Physical Biology
- Physics Education
- Physics in Medicine and Biology
- Physics-Uspekhi
- Physiological Measurement
- Plasma Physics and Controlled Fusion
- Plasma Science and Technology
- Plasma Sources Science and Technology
- Publications of the Astronomical Society of the Pacific
- Quantum Electronics
- Quantum Science and Technology
- Reports on Progress in Physics
- Research in Astronomy and Astrophysics
- Russian Chemical Reviews
- Russian Mathematical Surveys
- Sbornik: Mathematics
- Semiconductor Science and Technology
- Smart Materials and Structures
- Superconductor Science and Technology
- Surface Topography: Metrology and Properties
- The Astronomical Journal
- The Astrophysical Journal
- The Astrophysical Journal Letters
- The Astrophysical Journal Supplement Series
- The Planetary Science Journal
- Translational Materials Research

Các tập san khoa học của IOP Publishing được xuất bản trực tuyến trên hệ thống trực tuyến IOPScience. Các tập san của IOP Publishing được xuất bản theo hình thức truyền thống, có nghĩa là người đọc trả tiền để được truy cập bài báo trong khi tác giả đăng bài không phải trả phí đăng bài cho việc xuất bản trực tuyến (ở gần như toàn bộ các tạp chí). Tất cả các tập san của IOP Publishing đều có tùy chọn truy cập mở (người phép được đọc miễn phí bài báo) với hai mức độ "gold" (mở hoàn toàn vô thời hạn" và "green" (mở có thời hạn), và đăng bài truy cập mở được miễn phí với các nước thuộc nhóm thu nhập thấp và trung bình thấp.

## Sách và thông tin khoa học
Bên cạnh các tập san khoa học chuyên ngành, IOP Publish cũng là một nhà xuất bản uy tín trong lĩnh vực xuất bản sách chuyên khảo và sách phổ biến khoa học với hơn 100 đầu sách (sách điện tử và sách giấy) được xuất bản hàng năm thuộc các lĩnh vực vật lý, toán học, kỹ thuật, môi trường, máy tính,.. Physicsworld là tạp chí tin tức và phổ biến khoa học được phát hành bắt đầu từ năm 1988 với ấn bản giấy được phát miễn phí tới mọi hội viên Hội Vật lý Anh và bản điện tử được truy cập bởi người đọc có đăng ký.